# Wexford
Wexford (irsk: Loch Garman, fra gl. norsk Waes Fjord) er en irsk by i County Wexford i provinsen Leinster, i den sydøstlige del af Republikken Irland med 20.188 (2016) indbyggere.